# Fort Sill
Fort Sill ist eine Militärbasis der US Army. Es liegt im Bundesstaat Oklahoma, ca. 135 km südwestlich von Oklahoma City. Fort Sill ist das letzte der während der Indianerkriege errichteten Forts der südlichen Prärie, welches noch aktiv von der Army genutzt wird. Das Fort wurde am 8. Januar 1869 von Generalmajor Philip Sheridan gegründet und nach seinem im Sezessionskrieg in der Schlacht am Stones River gefallenen Freund, Brigadegeneral Joshua W. Sill, benannt. Im Jahre 2008 waren gut 20.000 Soldaten in Fort Sill stationiert.
Heute befinden sich die United States Army Field Artillery School und die 2011 von Fort Bliss verlegte Air Defense Artillery School in Fort Sill.
Zur Zeit der atomaren Aufrüstung (sowjetische SS-20 und US-amerikanische Pershing) wurde Fort Sill für die entsprechende Ausbildung von Soldaten der Bundeswehr genutzt.
Das Fort hat seit Dezember 1960 den Status eines National Historic Landmarks. Im Oktober 1966 wurde es als Historic District im National Register of Historic Places eingetragen.

## Stationierte Einheiten

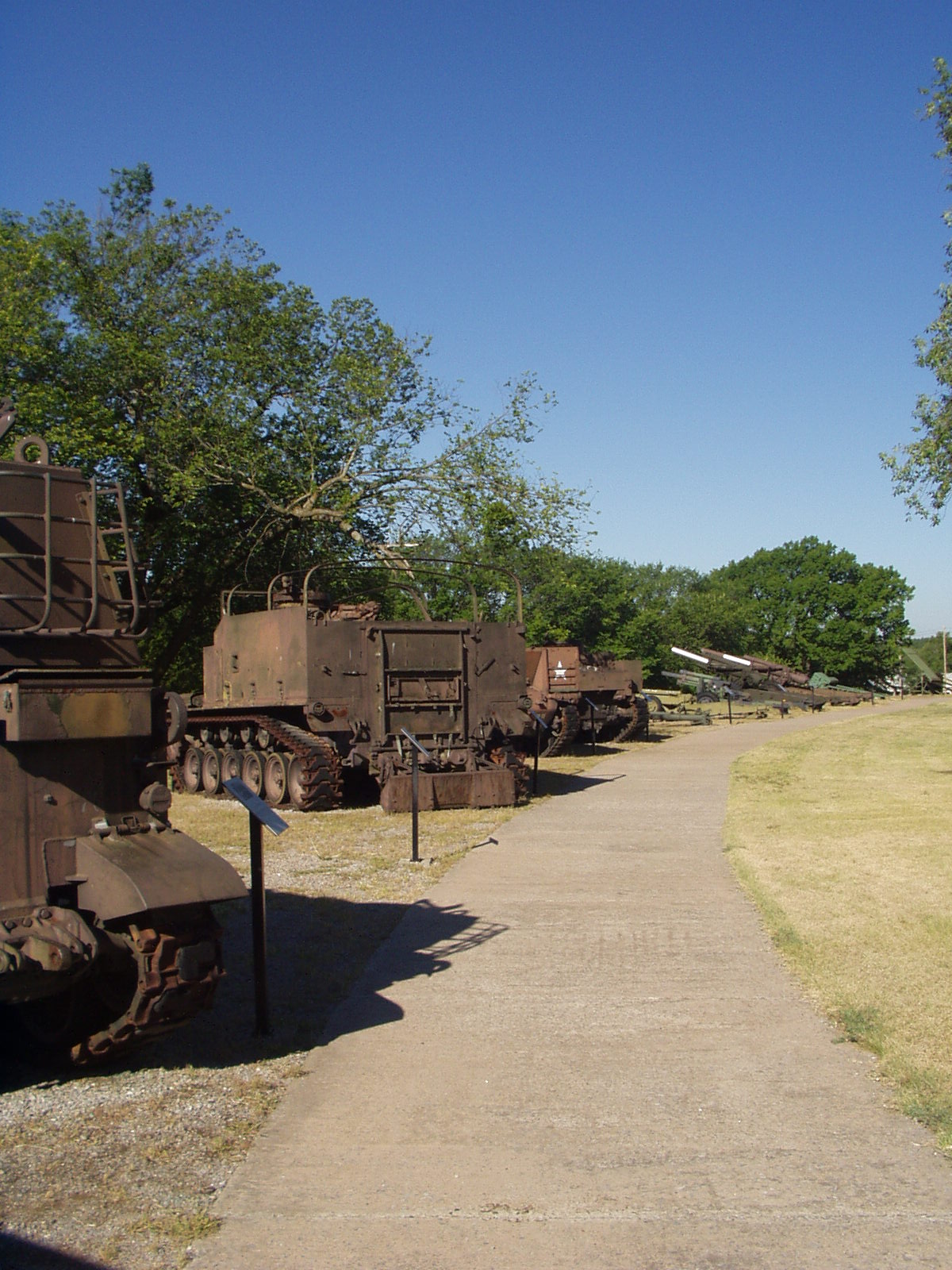
Der Cannonwalk

- United States Army Field Artillery School
- 75. Artilleriebrigade
- 428. Artilleriebrigade
- Air Defense Artillery School
- 31. Luftabwehrbrigade

## Hier geborene Personen
- Allan Houser (1914–1994), Maler und Bildhauer
- Elizabeth Scott (1917–1988), Mathematikerin
- Neal Creighton (1930–2020), Generalmajor der United States Army
- Albert Stubblebine (1930–2017), Generalmajor der US-Armee
- Gene Casey (1933–2003), Jazzpianist
- Karen Clark (* 1945), Politikerin
- Mary Pope Osborne (* 1949), Kinderbuchautorin
- Tom Platz (* 1955), Bodybuilder
- Conrad Herwig (* 1959), Jazz-Posaunist
- Stephen Hillenburg (1961–2018), Erfinder der Zeichentrickfigur SpongeBob Schwammkopf
- Joseph R. Mendelson (* 1964), Herpetologe
- John Godina (* 1972), Kugelstoßer und Diskuswerfer

## Geronimo
Geronimo, einer der bekanntesten Indianer Nordamerikas, wurde in Fort Sill nach einer Flucht gefangen gesetzt und starb auch hier am 17. Februar 1909. Sein Grab befindet sich auf dem Gelände des Fort Sill.